# Coleophora alcyonipennella
Coleophora alcyonipennella — вид лускокрилих комах родини чохликових молей (Coleophoridae).

## Поширення
Вид поширений в Європі, Північній Африці та Західній Азії до Пакистану. Присутній у фауні України. Разом з кормовою рослиною (конюшиною) завезений в Нову Зеландію та Південно-Східну Австралію.

## Опис
Розмах крил 12-14 мм.

## Спосіб життя
Існує два покоління у рік. Метелики літають у травні-червні і вдруге наприкінці липня й у серпні (дані для Європи). Активні вночі. Імаго живляться нектаром квіток конюшини. Личинки живляться насінням конюшини повзучої та конюшини суницеподібної, рідше люцерною. Гусениці живуть у чохлику.